# Rabab Ashour
Rabab Ashour (en arabe : رباب عاشور), née en 1979, est une haltérophile égyptienne.

## Carrière
Rabab Ashour est médaillée d'argent à l'épaulé-jeté et au total aux Jeux africains de 1999 à Johannesbourg, puis médaillée d'or au total dans la catégorie des moins de 53 kg aux Championnats d'Afrique d'haltérophilie 2000 à Yaoundé. 